# Fédération des îles Turques-et-Caïques de basket-ball
La Fédération des Îles Turques-et-Caïques de basket-ball est une association, chargée d'organiser, de diriger et de développer le basket-ball aux Îles Turques-et-Caïques.
La Fédération représente le basket-ball auprès des pouvoirs publics ainsi qu'auprès des organismes sportifs nationaux et internationaux et, à ce titre, les Îles Turques-et-Caïques dans les compétitions internationales. Elle défend également les intérêts moraux et matériels du basket-ball des Îles Turques-et-Caïques. Elle est affiliée à la FIBA depuis 2002, ainsi qu'à la FIBA Amériques.
La Fédération organise également le championnat national.